# Lennart Hjulström
Lennart Hjulström (Karlstad, 18 luglio 1938 – 3 luglio 2022) è stato un attore e regista svedese.
Era sposato con l'attrice Gunilla Nyroos, era padre dell'attore Niklas Hjulström e della giornalista Carin Hjulström. Era figlio del geografo Filip Hjulström.

## Filmografia
- Berget på månens baksida - regista (1983)
- La mia vita a quattro zampe (Mitt liv som hund) - regia di Lasse Hallström (1985)
- Täcknamn Coq Rouge - regia di Per Berglund (1989)
- Tre kärlekar - serie TV (1990-1991)
- Blackjack - regia di Colin Nutley (1990)
- Il bue (Oxen) - regia di Sven Nykvist (1991)
- Con le migliori intenzioni (Den goda viljan) - regia di Bille August (1992)
- Oskyldigt dömd - serie TV (2008)
- La regina dei castelli di carta (Luftslottet som sprängdes) - regia di Daniel Alfredson (2009)
- Agent Hamilton: But Not If It Concerns Your Daughter - regia di Tobias Falk (2012)
- Hamilton: In the Interest of the Nation - regia di Kathrine Windfeld (2012)
- Dom över död man - regia di Jan Troell (2012)